# كريفالكوري
كريفالكوري (بالإيطالية: Crevalcore)‏ هي بلدية في مقاطعة بولونيا في إقليم إميليا رومانيا الإيطالي.

## السكان
في سنة 1861 بلغ عدد السكان 9٬944 نسمة، وتطور العدد ليصل في سنة 2011 لـ 13٬527 نسمة.
يظهر هذا المخطط البياني تطور النمو السكاني لـ كريفالكوري

## أعلام
- مارتشيلو ملبيغي
- لويجي سيموني